# باري ستيوارت (راكب الكنو)
باري ستيوارت (بالإنجليزية: Barry Stuart)‏ هو راكب الكنو أسترالي، ولد في 4 أبريل 1934 في سيدني في أستراليا.

## وصلات خارجية
- باري ستيوارت على موقع أوليمبيديا (الإنجليزية)